# X-2
X-2 war die Bezeichnung für eine 1942 durch das Verteidigungsministerium der Vereinigten Staaten gegründete nachrichtendienstliche Spezialabteilung des amerikanischen Militärnachrichtendienstes Office of Strategic Services (OSS).
Die Sonderabteilung diente zunächst der Ergänzung des britischen Funkaufklärungsdienstes Government Code and Cypher School (GCCS). Während des Zweiten Weltkriegs befasste sich die Einheit bereits überwiegend und allgemein mit der Aufgabe Gegenspionage. Diese wurde zum Ende des Krieges um die Aufgabe des Aufspüren von NS-Verbrechern erweitert, da die amerikanische Regierung von der falschen Annahme ausging, diese müsse umfangreiche NS-Untergrundorganisationen (z. B. die Werwolf-Organisation) aufdecken. Bereits Anfang September 1945 stellte der damalige Leiter der Einheit James R. Murphy fest, dass es keinerlei aktive NS-Spionagetätigkeit mehr gab. Daraufhin stellen die Amerikaner ihre Militärische Aufklärung auf die Spionage gegen die Sowjetunion und deren Einflussgebiet um. Hierbei bedienten sie sich vorrangig ehemaliger Angehöriger deutscher Nachrichtendienste. Im Rahmen dieser Aufgaben war sie auch verantwortlich für Auswahl und Rekrutierung bspw. im Gefangenenlager Camp King von Personal für die Organisation Gehlen u. ä. deutscher Behörden.